# Crime à...
Ne doit pas être confondu avec Meurtres à....
Crime à... est une collection de téléfilms policiers franco-belges produits par Paradis Films, se déroulant chaque fois dans une ville et une région française du Sud différentes. Elle a été lancée en 2014 par les chaînes française France 3 et belge La Une. Chaque épisode réunit un officier de police judiciaire et un magistrat du ministère public qui mènent l'enquête.
Le premier téléfilm est une production de Paradis Films, les autres sont une coproduction de Paradis Films, de Be-Films et de la RTBF (télévision belge),,,,.
France 3 annonce la fin de la collection Crime à... après la diffusion du 10e épisode (Crime à Ramatuelle) le 7 janvier 2023.

## Téléfilms

### 2014
1. Crime en Aveyron
- Date de diffusion : 
  -  Belgique : sur La Une
  -  France : 1er mars 2014 sur France 3
- Synopsis : Un homme est assassiné à Laguiole, en Aveyron, pays de l'Aubrac. La jeune Élisabeth Richard, substitut du procureur de Rodez, est chargée de  l'affaire. Elle doit composer avec l'hostilité a priori du capitaine de gendarmerie Paul Jansac, promu à la force du poignet et pas enthousiaste à l'idée d'être subordonné à une femme. Élisabeth doit surtout démêler les imbroglios d'antagonismes ancestraux et percer les lourds secrets de familles pour démasquer le coupable.
- Acteurs principaux :
  - Florence Pernel : la substitut du procureur Élisabeth Richard
  - Vincent Winterhalter : capitaine de gendarmerie Paul Jansac

2. Crime en Lozère
- Date de diffusion :
  -  Belgique : 5 octobre 2014 sur La Une[10]
  -  France : 13 décembre 2014 sur France 3

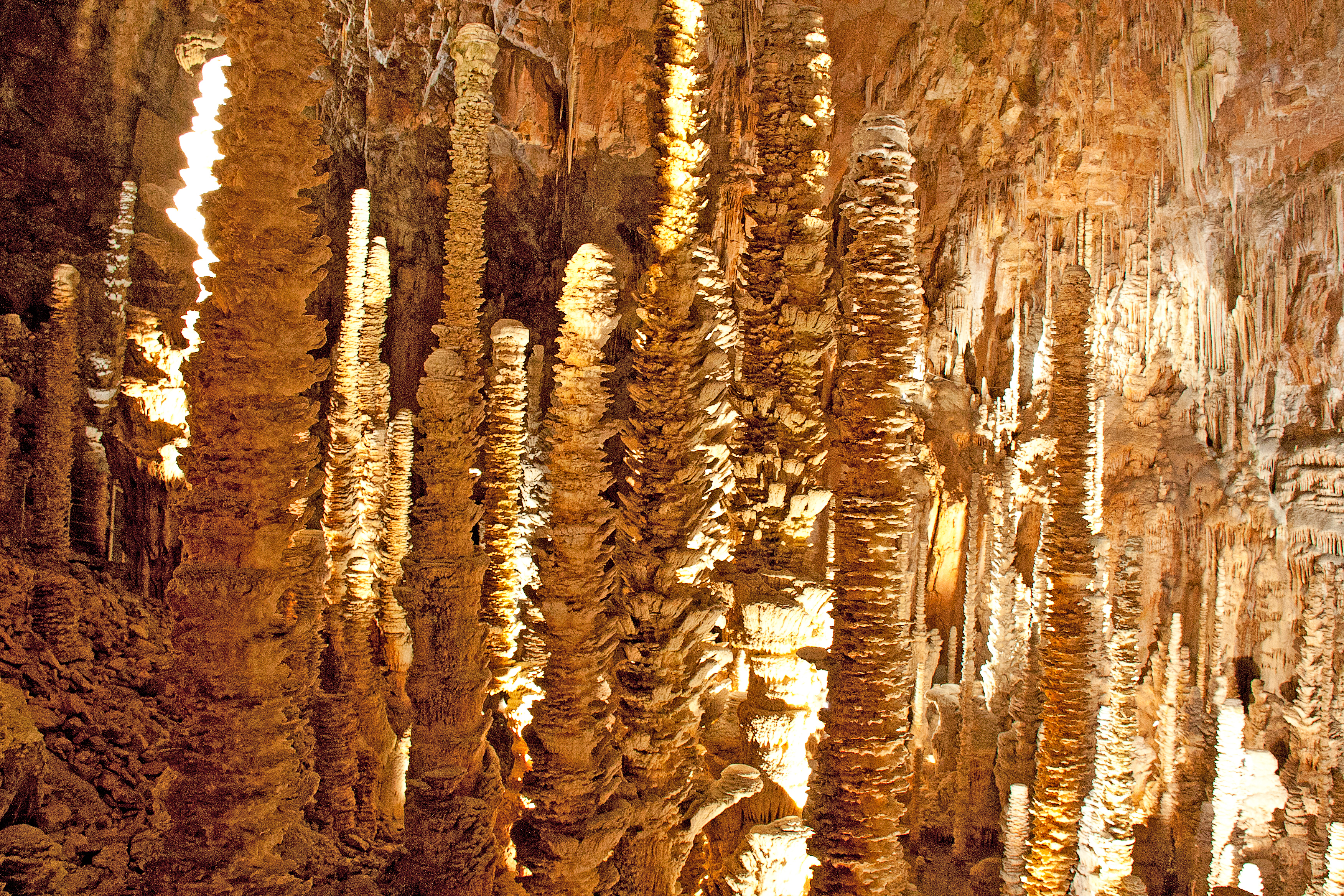
La « forêt de stalagmites » dans l'aven Armand, gouffre dans lequel débute le téléfilm.

- Synopsis :Dans le gouffre de l'aven Armand, en Lozère, on découvre le corps poignardé en plein cœur de Jérôme Sennac, exploitant agricole et guide bénévole. La vice-procureure de la République Élisabeth Richard et Paul Jansac, promu commandant de gendarmerie, se rendent sur les lieux pour mener l'enquête.
- Acteurs principaux :
  - Florence Pernel : procureure adjointe Élisabeth Richard
  - Vincent Winterhalter : capitaine de gendarmerie Paul Jansac

### 2015
3. Crime à Aigues-Mortes
- Date de diffusion : 
  -  Belgique : 17 octobre 2015 sur La Une[11]
  -  France : 21 novembre 2015 sur France 3

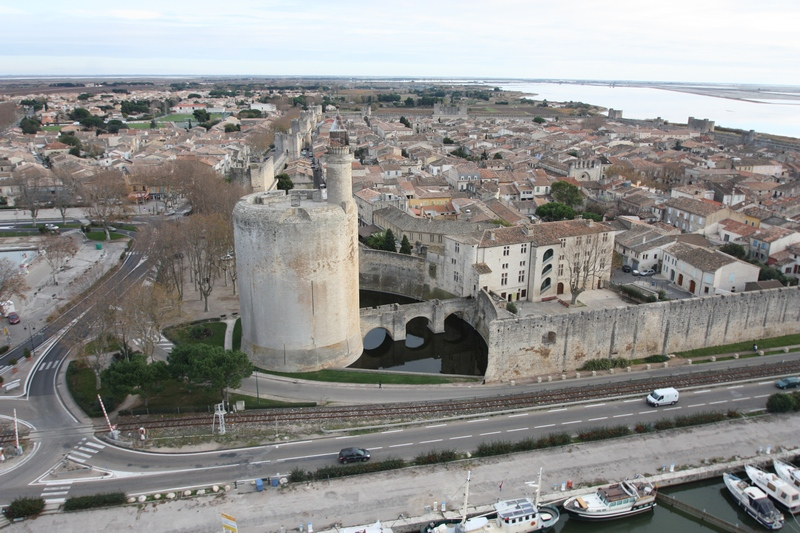
Vue aérienne d'Aigues-Mortes.

- Synopsis : La procureure adjointe Elisabeth Richard et le chef de la police Paul Jansac font à nouveau équipe pour résoudre les meurtres consécutifs d'un jeune avocat et d'un agent immobilier à Aigues-Mortes, qui se sont tous deux soupçonnés d'un viol non résolu deux ans auparavant.
- Acteurs principaux :
  - Florence Pernel : procureure adjointe Élisabeth Richard
  - Vincent Winterhalter : capitaine de gendarmerie Paul Jansac

### 2016
4. Crime à Martigues
- Date de diffusion : 
  -  Belgique : 16 octobre 2016 sur La Une[12]
  -  France : 22 octobre 2016 sur France 3
- Synopsis : Élisabeth Richard, procureure adjointe et Paul Jansac, capitaine de gendarmerie, sont chargés de l'enquête sur la mort de Pierre Saint-Florent dont le cadavre a été retrouvé sur une plage près de Martigues
- Acteurs principaux :
  - Florence Pernel : procureure adjointe Élisabeth Richard
  - Vincent Winterhalter : capitaine de gendarmerie Paul Jansac

### 2017
5. Crime dans les Alpilles
- Date de diffusion : 
  -  Belgique : 29 octobre 2017 sur La Une[13]
  -  France : 11 novembre 2017 sur France 3
- Synopsis : Maussane, au coeur de la Provence, avec ses oliviers et ses charmantes places. La procureure adjointe Élisabeth Richard et le commandant de la gendarmerie locale Paul Jansac enquêtent sur le meurtre de Caroline Autiero, épouse d'un ancien propriétaire de moulin.
- Acteurs principaux :
  - Florence Pernel : procureure Élisabeth Richard
  - Vincent Winterhalter : commandant de gendarmerie Paul Jansac

### 2018
6. Crime dans le Luberon
- Date de diffusion : 
  -  Belgique : 23 septembre 2018 sur La Une
  -  France : 6 octobre 2018 sur France 3
- Synopsis : Dans le Luberon, lors d'une chasse, Pascal Achard, un chasseur de 40 ans, est assassiné. La procureure adjointe Élisabeth Richard enquête pour la première fois avec le capitaine de gendarmerie Charles Jouanic, accompagné de son adjointe Caroline Martinez. Qui a tiré sur cet homme ? Et pourquoi ? En fouillant dans sa vie privée, les enquêteurs découvrent le profil sombre d'un séducteur et d'un manipulateur alors que leur enquête révèle de vieux secrets de famille.
- Acteurs principaux :
  - Florence Pernel : procureure adjointe Élisabeth Richard
  - Guillaume Cramoisan : capitaine Charles Jouanic
  - Lola Dewaere : adjudant-chef Caroline Martinez

### 2019
7. Crime dans l'Hérault
- Dates de diffusion : 
  -  Belgique : 9 février 2020 sur La Une[14]
  -  France : 16 mai 2020 sur France 3
  -  Suisse : 22 novembre 2019 sur RTS Un[15]
- Synopsis : La patronne d'une discothèque du Cap d'Agde est retrouvée assassinée dans son propre bureau. Élisabeth Richard et Charles Jouanic se réunissent pour enquêter sur ce qui ressemble à un crime avec un motif évident, puisque le coffre-fort a été vidé de son argent.
- Acteurs principaux :
  - Florence Pernel : vice-procureure Élisabeth Richard
  - Guillaume Cramoisan : capitaine Charles Jouanic
  - Lola Dewaere : adjudant-chef Caroline Martinez

### 2020
8. Crime dans le Larzac (Crime à Saint-Affrique)
- Date de diffusion : 
  -  Belgique : 13 octobre 2020 sur La Une diffusé sous le titre de Crime dans le Larzac[16]
  -  France : 6 février 2021 sur France 3
  -  Suisse : 4 décembre 2020 sur RTS Un
- Synopsis : Pierre Loiseau un éleveur et grand propriétaire de Saint-Affrique a été assassiné. De nombreux suspects sont au rendez vous pour la police : la petite amie, l’ex femme, un petit paysan ruiné du coin, un groupe d’antispécistes … Le lieutenant Caroline Martinez, le capitaine Charles Jouanic et la procureure Élisabeth Richard vont devoir infiltrer la commune de l’Aveyron afin de tenter de trouver la vérité.
- Acteurs principaux :
  - Florence Pernel : vice-procureure Élisabeth Richard
  - Guillaume Cramoisan : capitaine Charles Jouanic
  - Lola Dewaere : lieutenant Caroline Martinez

### 2021
9. Crime à Biot
- Date de diffusion :
  -  Belgique : 11 novembre 2021 sur La Une
  -  France : 14 décembre 2021 sur France 3
  -  Suisse : 10 décembre 2021 sur RTS Un
- Synopsis :
- Acteurs principaux :
  - Florence Pernel : vice-procureure Élisabeth Richard
  - Guillaume Cramoisan : capitaine Charles Jouanic
  - Lola Dewaere : lieutenant Caroline Martinez
- Acteurs invités :
  - Matthieu Burnel : Jérôme Leclerc, le légiste
  - Gwendolyn Gourvenec : Clémentine Roux
  - Charlie Joirkin : Julie Caron
  - Jérôme Pouly, de la Comédie-Française : Stéphane Caron, le verrier
  - Stéphane Blancafort : Serge Pellegrino, le restaurateur
  - Louise Pasteau : Marie Lemaire, la première victime
  - Raphaël Ferret : Hugo Fontaine
  - Florent Peyre : Grégoire Spaletta, le journaliste
  - Marianne Basler : Olivia Rousseau
  - Hervé Dandrieux : Aurélien Ferrero
  - Pierre Lopez : Virgile Coleville
  - Simone Nasello : Ricco Martinello, le musicien
  - Noëlle Perna : Yvette
  - Jean Corso : le notaire
  - Louis-Emmanuel Blanc : Kevin Lestrade
  - Michel Sisowath : le médecin du SAMU

### 2022
10. Crime à Ramatuelle
- Date de diffusion :
  -  Belgique : 9 octobre 2022 sur La Une
  -  France : 7 janvier 2023 sur France 3
  -  Suisse : 5 juillet 2022 sur RTS Un
- Synopsis : Sébastien Lacassagne, un jeune patron qui dirigeait une plage et un domaine viticole, est retrouvé mort chez lui, à Ramatuelle. Elisabeth Richard, le procureur, et le capitaine Caroline Martinez, se retrouvent sur place pour résoudre cette enquête où la liste des suspects ne cesse de s'allonger. Grégoire Spaletta, un journaliste local, ne cesse de les interroger sur l'affaire. Les deux enquêtrices découvrent rapidement pourquoi. Le journaliste n'est pas à l'affût d'un scoop. En réalité, le meurtre de Sébastien est lié à la disparition deux ans plus tôt d'une jeune Suédoise qui n'était autre que la petite amie de Grégoire.
- Acteurs principaux :
  - Florence Pernel : procureure Élisabeth Richard
  - Lola Dewaere : capitaine Caroline Martinez
- Acteurs invités :
  - Florent Peyre : Grégoire Spaletta
  - Matthieu Burnel : Jérôme Leclerc, le légiste
  - Alexandre Labarthe : Sébastien Lacassagne
  - Arielle Sémenoff : Christine Lacassagne
  - Chloé Chaudoye : Ambre Lacombe
  - Cécilia Cara : Louise Garnier
  - Charles Lelaure : Romain Lacombe
  - Pierre Hancisse : Jules Andreotti
  - Mona Walravens : Sonia Dellarba
  - Fannie Fararik : Maya Johansson
  - Arno Chevrier : Serge Castanier
  - Laurent d'Olce : Patrick Martineau
  - Pascal Légitimus : lui-même
- Tournage du 21 février au 18 mars 2022 à Ramatuelle et sa région[2],[17].

## Audience en France
| Épisode | Titre                   | 1re diffusion France | Nb. de téléspectateurs (en millions) | Part d'audience | Source |
| ------- | ----------------------- | -------------------- | ------------------------------------ | --------------- | ------ |
| 1       | Crime en Aveyron        | 1er mars 2014        | 3 710 000                            | 15,6 %          | [ 18 ] |
| 2       | Crime en Lozère         | 13 décembre 2014     | 4 500 000                            | 18,4 %          | [ 19 ] |
| 3       | Crime à Aigues-Mortes   | 21 novembre 2015     | 4 320 000                            | 18,8 %          | [ 20 ] |
| 4       | Crime à Martigues       | 22 octobre 2016      | 4 160 000                            | 19,7 %          | [ 21 ] |
| 5       | Crime dans les Alpilles | 11 novembre 2017     | 4 720 000                            | 20,4 %          | [ 22 ] |
| 6       | Crime dans le Luberon   | 6 octobre 2018       | 4 400 000                            | 22,4 %          | [ 23 ] |
| 7       | Crime dans l'Hérault    | 16 mai 2020          | 6 490 000                            | 28,7 %          | [ 24 ] |
| 8       | Crime dans le Larzac    | 6 février 2021       | 6 049 000                            | 24,9 %          | [ 25 ] |
| 9       | Crime à Biot            | 14 décembre 2021     | 5 365 000                            | 25,1 %          | [ 26 ] |
| 10      | Crime à Ramatuelle      | 7 janvier 2023       | 4 789 000                            | 24 %            | [ 27 ] |

- Les plus hauts chiffres d'audience
- Les plus bas chiffres d'audience